# Европско првенство у атлетици у дворани 1973 — 60 метара препоне за мушкарце
Такмичење у дисциплини трчања на 60 метара са препонама у мушкој конкуренцији на четвртом Европском првенству у атлетици у дворани 1975. одржано је 11. марта у Арени Ахој у Ротердаму, Холандија.
Титулу европског првака освојену на Европском првенству у дворани 1972. у Греноблу бранио је Ги Дри из Француске.

## Земље учеснице
Учествовало је 20 атлетичарки из 13. земаља.
1. Аустрија  (1)
2. Грчка (1)
3. Западна Немачка (3)
4. Источна Немачка (2)
5. Италија (2)
6. Пољска (3)
7. Румунија (1)
8. СССР (1)
9. Уједињено Краљевство (1)
10. Француска (1)
11. Холандија (1)
12. Чехословачка (2)
13. Шпанија (1)

## Рекорди
Извор:
| Рекорди пре почетка Европског првенства у дворани 1973. | Рекорди пре почетка Европског првенства у дворани 1973. | Рекорди пре почетка Европског првенства у дворани 1973. | Рекорди пре почетка Европског првенства у дворани 1973. | Рекорди пре почетка Европског првенства у дворани 1973. | Рекорди пре почетка Европског првенства у дворани 1973. |
| ------------------------------------------------------- | ------------------------------------------------------- | ------------------------------------------------------- | ------------------------------------------------------- | ------------------------------------------------------- | ------------------------------------------------------- |
| Светски рекорд                                          | Франк Зибек                                             | Источна Немачка                                         | 7,80 ем                                                 | Зенфтенберг, Источна Немачка                            | 24. фебруар 1973.                                       |
| Европски рекорд                                         | Франк Зибек                                             | Источна Немачка                                         | 7,80 ем                                                 | Зенфтенберг, Источна Немачка                            | 24. фебруар 1973.                                       |
| Рекорди европских првенстава                            | Гинтер Никел                                            | Западна Немачка                                         | 7,8 ем пф.                                              | Беч, Аустрија                                           | 15. март 1970.                                          |
| Рекорди европских првенстава                            | Рајмонд Бетге                                           | Источна Немачка                                         | 7,8 ем пф.                                              | Беч, Аустрија                                           | 15. март 1970.                                          |
| Рекорди европских првенстава                            | Александр Демус                                         | СССР                                                    | 7,8 ем пф.                                              | Беч, Аустрија                                           | 15. март 1970.                                          |
| Рекорди европских првенстава                            | Франк Зибек                                             | Источна Немачка                                         | 7,8 ем пф.                                              | Беч, Аустрија                                           | 15. март 1970.                                          |
| Рекорди европских првенстава                            | Ги Дри                                                  | Француска                                               | 7,8 фин.                                                | Беч, Аустрија                                           | 15. март 1970.                                          |
| Рекорди европских првенстава                            | Екарт Беркес                                            | Западна Немачка                                         | =7,8                                                    | Софија, Бугарска                                        | 14. март 1971.                                          |
| Рекорди после завршеног Европског првенства 1973.       |                                                         |                                                         |                                                         |                                                         |                                                         |
| Светски рекорд                                          | Франк Зибек                                             | Источна Немачка                                         | 7,69 ем                                                 | Ротердам, Холандија                                     | 11. март 1973.                                          |
| Европски рекорд                                         | Франк Зибек                                             | Источна Немачка                                         | 7,69 ем                                                 | Ротердам, Холандија                                     | 11. март 1973.                                          |
| Рекорди европских првенстава                            | Франк Зибек                                             | Источна Немачка                                         | 7,69 ем                                                 | Ротердам, Холандија                                     | 11. март 1973.                                          |

## Освајачи медаља
|                             |                    |                               |
| Франк Зибек Источна Немачка | Адам Галант Пољска | Томас Мункелт Источна Немачка |

## Резултати
У ово дисциплини су одржане три трке у три нивоа: квалификације, полуфинале и финале. Цело такмичење је одржано 11. марта.

### Квалификације
У квалификацијама такмичарке су били подељени у 3 групе: прве две са шест, а остале по пет такмичарки. У полуфинале су се квалификовале по четири првопласиране из све три групе (КВ).
| Пласман | Група | Атлетичар           | Националност         | Време | Белешка  |
| ------- | ----- | ------------------- | -------------------- | ----- | -------- |
| 1.      | 2     | Адам Галант         | Пољска               | 7,86  | КВ,      |
| 2.      | 2     | Гинтер Никел        | Западна Немачка      | 7,86  | КВ, ЛРСд |
| 3.      | 3     | Франк Зибек         | Источна Немачка      | 7,86  | КВ,      |
| 4.      | 4     | Томас Мункелт       | Источна Немачка      | 7,87  | КВ       |
| 5.      | 1     | Ги Дри              | Француска            | 7,88  | КВ       |
| 6.      | 4     | Ђузепе Бутари       | Италија              | 7,88  | КВ,ЛРС   |
| 7.      | 4     | Лешек Вођински      | Пољска               | 7,89  | КВ, ЛРС  |
| 8.      | 1     | Мирослав Вођински   | Пољска               | 7,90  | КВ       |
| 9.      | 1     | Екарт Беркес        | Западна Немачка      | 7,96  | КВ , ЛРд |
| 10.     | 1     | Серђо Лијани        | Италија              | 7,96  | ЛРд      |
| 11.     | 2     | Николаје Пертеа     | Румунија             | 7,96  | КВ, =ЛРд |
| 12.     | 3     | Властимил Хоферек   | Чехословачка         | 7,96  | КВ, ЛРСд |
| 13.     | 3     | Валентин Балахничев | СССР                 | 8,00  | КВ , ЛРд |
| 14.     | 4     | Манфред Шуман       | Западна Немачка      | 8,00  |          |
| 15.     | 1     | Петр Чех            | Чехословачка         | 8,02  | ЛРСд     |
| 16.     | 3     | Грејам Гауер        | Уједињено Краљевство | 8,11  | ЛРд      |
| 17.     | 1     | Ефстартиос Василиу  | Грчка                | 8,25  | ЛРС      |
| 18.     | 2     | Хенк ван Енкхејзен  | Холандија            | 8,26  | ЛРСд     |
| 19.     | 3     | Хуберт Каниг        | Аустрија             | 8,35  | ЛРСд     |
| 20.     | 4     | Рафаел Кано         | Шпанија              | 8,60  | ЛРСд     |

### Полуфинале
Полуфиналисткиње су биле подељене у две групе по шест, а за шест места у финалу пласирале су се по три првопласиране из обе групе (КВ).
| Позиција | Група | Атлетичарка         | Националност    | Време | Белешка             |
| -------- | ----- | ------------------- | --------------- | ----- | ------------------- |
| 1.       | 1     | Франк Зибек         | Источна Немачка | 7,69  | КВ, СР, ЕР, РЕП, НР |
| 2.       | 1     | Мирослав Вођински   | Пољска          | 7,75  | КВ, ЛРС             |
| 3.       | 2     | Адам Галант         | Пољска          | 7,76  | КВ, ЛРСд            |
| 4.       | 2     | Лешек Вођински      | Пољска          | 7,77  | КВ, ЛРС             |
| 5.       | 1     | Ги Дри              | Француска       | 7,83  | КВ                  |
| 6.       | 2     | Томас Мункелт       | Источна Немачка | 7,83  | КВ                  |
| 7.       | 2     | Гинтер Никел        | Западна Немачка | 7,86  | =ЛР                 |
| 8.       | 1     | Николаје Пертеа     | Румунија        | 7,96  |                     |
| 9.       | 2     | Ђузепе Бутари       | Италија         | 7,96  |                     |
| 10.      | 1     | Екарт Беркес        | Западна Немачка | 7,98  | ЛРСд                |
| 11.      | 1     | Властимил Хоферек   | Чехословачка    | 8,01  |                     |
| 12.      | 2     | Валентин Балахничев | СССР            | 8,02  |                     |

### Финале
Извор:
| Пласман | Атлетичар         | Земља           | Резултат | Белешка |
| ------- | ----------------- | --------------- | -------- | ------- |
|         | Франк Зибек       | Источна Немачка | 7,71     |         |
|         | Адам Галант       | Пољска          | 7,76     | =ЛРСд   |
|         | Томас Мункелт     | Источна Немачка | 7,81     | ЛРСд    |
| 4.      | Мирослав Вођински | Пољска          | 7,82     |         |
| 5.      | Лешек Вођински    | Пољска          | 7,83     |         |
| 6.      | Ги Дри            | Француска       | 9,22     |         |

## Укупни биланс медаља у трци на 60 (50) метара са препонама за мушкарце после 4. Европског првенства у дворани 1970—1973.
|    | Земља           |   |   |   |    |
| -- | --------------- | - | - | - | -- |
| 1. | Западна Немачка | 2 | 1 | 0 | 3  |
| 2. | Француска       | 1 | 0 | 1 | 2  |
| 3. | Совјетски Савез | 0 | 1 | 1 | 2  |
| 4. | Источна Немачка | 1 | 1 | 1 | 3  |
| 5. | Пољска          | 0 | 1 | 0 | 1  |
| 6. | Италија         | 0 | 9 | 1 | 1  |
|    | Укупно {6}      | 4 | 4 | 4 | 12 |

|    | Атлетичар   | Земља           |   |   |   |   |
| -- | ----------- | --------------- | - | - | - | - |
| 1. | Франк Зибек | Источна Немачка | 1 | 1 | 0 | 2 |
| 2. | Ги Дри      | Француска       | 1 | 0 | 1 | 2 |

## Скорашње везе
- Резултати са ЕП 1973 на сајту maik-richter.
- Европско првенство 1973 у дворани на сајту ЕАА.]